# Adolf Overweg
Adolf Overweg est un géologue, botaniste, astronome et explorateur allemand, né le 24 juillet 1822 à Hambourg, et mort le 27 septembre 1852 à Maduari (Tchad).

## Biographie
Après des études à Bonn et à Berlin, il obtient un doctorat en géologie en 1847. Il est alors engagé par le gouvernement britannique de la Central African Mission pour être le scientifique d'une expédition dans l'intérieur de l'Afrique.
En 1850, il s'installe ainsi à Tripoli (Libye) et part avec Heinrich Barth pour une petite expédition topographique et géologique dans le Sahara. Après le retour des deux voyageurs, il devient membre de l'expédition de James Richardson au lac Tchad dans le but d'ouvrir l'intérieur de l'Afrique au commerce (1850). Il visite alors le Sokoto, traverse tout le Sahara, puis se séparant de Richardson à Agadès (janvier 1851), rejoint Heinrich Barth et explore avec lui le royaume d'Adamaoua, au sud du lac Tchad (1851). Il est ainsi le premier Européen à visiter et à dresser une carte du lac, dont il fit entièrement le tour. Overweg se montre un fervent opposant à l'esclavage et établit de nombreux relevés typographiques, géologiques et astronomiques.
La même année 1851, il rachète le jeune Dorugu à son maître et le garde ensuite comme serviteur,.
Il meurt d'une fièvre à Maduari (Bornou), où Barth le fait alors enterrer, selon sa volonté, près du lac Tchad, lieu qu'il avait exploré seul et aimé.